# Арзамасский завод лёгкого машиностроения
Арзамасский завод лёгкого машиностроения основан в 1956 году как предприятие по производству оборудования для швейных, обувных, мебельных и строительных производств. В 1992 году заводом совместно с ВНИИПО МВД России проведена разработка и поставлены на серийное производство профессиональные ручные пожарные стволы РСК, РСП, РСКЗ, чем положено начало разработке и выпуску пожарно-технического вооружения для обеспечения нужд пожарной охраны России.
В настоящее время производит:
- противопожарное оборудование (головки соединительные, стволы пожарные, в том числе профессиональные, ручные, перекрывные — РСП-50; РСП-70; РСК-50; РСКЗ-70; РС-50; РС-70);
- строительную фурнитуру (ручки, петли дверные и оконные различных типоразмеров, завертки, задвижки оконные и др.). Завод имеет в Москве склад по продаже фурнитуры.
- машины тестомесильные для мини-хлебопекарен, кафе, столовых;
- метизы.

Готовятся к серийному выпуску:
- круглопильный станок повышенной точности;
- камера сушки пиломатериалов;
- теплоэнергетические установки для отопления, подготовки горячей воды на газообразном и жидком топливе, на опилках и древесных отходах;
- установки приточно-вытяжной вентиляции производственных помещений с рекуперацией тепловой энергии;
- строительная фурнитура по евростандарту.